# Планета мајмуна (филм из 1968)
Планета мајмуна (енгл. Planet of the Apes) је научнофантастични филм из 1968, рађен према роману Пјера Була. Филм је 1969. био номинован за два „Оскара“; најбољу музику и најбоље костиме, а освојио је награду Џенезис (Genesis) 1996. и награду Лорел (Laurel) 1968.

## Радња
Џорџ Тајлор заповеда свемирским бродом у којем се налази још троје астронаута. Лет траје шест месеци готово светлосном брзином, што би било 700 година на Земљи. То време путници проводе време у капсулама у некој врсти хибернације. Ракета се спушта на непознату планету изван Сунчевог система. Спуштање не пролази срећно, али се Џорџ и двојица астронаута спасавају веслајући према обали. Тамо их нападну гориле које јашу коње, користе оружје и међусобно разговарају на енглеском. У том нападу Џорџ бива рањен и оперишу га две шимпанзе, од којих је једна докторка Зира. Док се опорављао мајмуни су затворили Џорџа у кавез с Новом, примитвним човеком који не зна да говори. Под тако тешким условима, Џорџ открива да су на овој планети мајмуни свесна, интелигентна бића, која људе сматрају опасним животињама. Због тога их или одмах убију или на њиховим мозговима врше научне експерименте. Зира и њен вереник археолог Корнелиус се ипак заинтересују за Џорџа јер је то први човек који говори и пише. Када о томе обавесте најугледнијег старог др Зајуса, он прво не жели да поверује да људи могу да говоре, а потом заповеда да му се прегледа мозак...

## О филму
Планета мајмуна снимљен је за приближно шест милиона долара, а зарадио је само у Америци 1968. тридесет и два милиона. О популарности филма и његовом својеврсном „култу“ сведочи и чињеница да су од 1970. до 1973. снимљена чак четири наставка, а касније и две ТВ серије. Године 2001. Тим Бертон је снимио своју верзију романа, лоше оцењен и од публике и од критике. У седамдесетим је и анимирана серија. Ово је један од првих филмова којег су попратиле мајице, лутке и сва остала роба која је допринела заради од око 100 милиона долара.
За неке љубитеље НФ-а, ово је један од најконтроверзнијих и најбољих НФ-филмова свих времена. Права на филм откупио је продуцент Артур Џекобс, а пре него што је књига преведена на енглески језик отпочеле су припреме за филм. У првој верзији сценарија друштво мајмуна је било далеко развијеније него у снимљеном филму. Продуценти су тражили многе прераде сценарија, јер би филм с тако развијеним друштвом мајмуна имао прескупе специјалне ефекте. Задржана је оригинална Серлингова идеја о атомском рату који је уништио цивилизацију. Коначну је верзију сценарија написао Мајкл Вилсон, аутор сценарија и за филм Мост на реци Квај. Вилсон је филму додао алузију на политичку ситуацију. Наиме, филм верно осликава стање духа времена и друштва у којем је сниман због актуелног рата у Вијетнаму, убиства Кенедија и Мартина Лутера Кинга, као и друштвених немира... Редитељ Френклин Џ. Шафнер, којег публика памти по Патону, Лептиру и Момцима из Бразила, спојио је акцију и ненаметљиву „филозофију“ у напет и забаван филм.
Маске мајмуна су за то време биле новитет, јер су наношене директно на лица глумаца. Тај посао је захтевао више сати рада, који се исплатио, јер су касније многи холивудски шминкери изјавили да им је управо овај филм био инспирација. Творци филма су се прибојавали да маске могу да изазову контраефекат код публике. Заслужан за успех је био Џон Чејмберс, који се заправо бавио медицинском протетиком, а помагало му је 200 људи. Експеримент у филму је била и музика са удараљкама и дувачким инструментима, као и потпуни недостатак музике у завршној сцени, која се данас сматра антологијском.
За главну улогу се краће време размишљало о Бранду, али је ипак одлука пала на Хестона. У посебно рађеном кратком филму који је имао за циљ да покаже како ће мајмуни изгледати, глумио је и Едвард Г. Робинсон, који због здравствених проблема није могао да издржи снимање целог филма, па је замијењен Морисом Евансом у улози Др. Зајуса.

## Датуми премијера
| држава          | датум            |
| --------------- | ---------------- |
| САД (Њујорк)    | 8. фебруар 1968. |
| Аргентина       | 21. март 1968.   |
| Финска          | 5. април 1968.   |
| Јапан           | 13. април 1968.  |
| Западна Немачка | 3. мај 1968.     |
| Шведска         | 6. мај 1968.     |
| Данска          | 23. мај 1968.    |
| Норвешка        | 22. јул 1968.    |